# Bartholomæus Deichman
Bartolomæus Deichman, född den 5 februari 1671 i Köpenhamn, död den 17 april 1731, var en dansk-norsk biskop, och far till Carl Deichman.
Deichman blev 1693 fältpräst och tjänstgjorde i tre år vid de danska hjälptrupperna i Nederländerna samt följde 1696–1999 som hovpredikant Kristian V:s yngre son på en europeisk bildningsresa. År 1700 blev han biskop i Viborg och flyttades 1713 till Kristiania.
I Norge fick han stort inflytande på både världsliga och kyrkliga angelägenheter; han hade säkert administrativ duglighet, men ansågs världslig till sinnelaget samt egennyttig och självrådig. Han åstadkom förbättringar i lagstiftningen rörande sågverken och trävaruhandeln samt genomförde försäljningen av kyrkorna.
Deichman stod högt i ynnest hos kung Fredrik IV och särskilt hos hans drottning Anna Sophie Reventlow. Upprättandet av geheimekommissionen 1724–1726 mot korrupta ämbetsmän berodde på hans initiativ; han blev själv dess ordförande men missbrukade sin ställning till att förfölja personliga ovänner.
År 1724 erhöll han den för en biskop udda titeln konferensråd. Strax efter att Kristian VI krönts avsattes Deichman från sitt ämbete och blev föremål för en rättslig utredning, men avled innan utredningen stod klar.